# Faulquemont
Faulquemont là một xã trong vùng Grand Est, thuộc tỉnh Moselle, quận Boulay-Moselle, tổng Faulquemont. Tọa độ địa lý của xã là 49° 02' vĩ độ bắc, 06° 36' kinh độ đông. Faulquemont nằm trên độ cao trung bình là 334 mét trên mực nước biển, có điểm thấp nhất là 241 mét và điểm cao nhất là 401 mét. Xã có diện tích 18,79 km², dân số vào thời điểm 2004 là 5533 người; mật độ dân số là 294 người/km². Xã thuộc Pháp từ năm 1766.

## Thông tin nhân khẩu
| 1962  | 1968  | 1975  | 1982  | 1990  | 1999  |
| ----- | ----- | ----- | ----- | ----- | ----- |
| 5.201 | 5.543 | 5.533 | 5.873 | 5.432 | 5.478 |